# سية (غرمي)
سية (بالإنجليزية: Siah, Iran)‏ هي منطقة سكنية تقع في قسم اجارود الشرقي الريفي في إيران. يقدر عدد سكانها بـ 38 نسمة .